# Horoya
Horoya est un journal quotidien guinéen, organe officiel du pouvoir, fondé en 1958.

## Histoire
À l'indépendance de la Guinée, en 1958, le Parti démocratique de Guinée (PDG), auquel appartient Ahmed Sékou Touré, premier président de la République de Guinée, publie le journal Liberté. Renommé en 1961 Horoya, il est envisagé comme un outil de propagande, destiné notamment à servir à la formation idéologique du peuple, à la consolidation de l'unité nationale — tout comme l'instauration du parti unique — et au culte de la personnalité du président Sékou Touré,.
Initialement tri-hebdomadaire, le journal paraît quotidiennement jusqu'en 1970, puis adopte un rythme hebdomadaire durant quatorze ans, sous le nom Horoya Hebdo.
Dans les années 2000 et 2010, il souffre d'importants problèmes financiers ; il en résulte que sa publication, théoriquement quotidienne, se fait souvent au rythme d'un ou deux numéros par semaine,.